# Municipio de Jönköping
El municipio de Jönköping (en sueco: Jönköpings kommun) es un municipio en la provincia de Jönköping, al sur de Suecia. Su sede se encuentra en la ciudad de Jönköping. El municipio actual se formó en 1971 con la fusión de la ciudad de Jönköping con Huskvarna, Gränna y Norrahammar, así como los municipios de Bankeryd, Lekeryd, Månsarp, Norra Mo, Skärstad, Tenhult y Visingsö, así como Norra Unnd.

## Localidades
Hay 16 áreas urbanas (tätort) en el municipio:
| #  | Tätort     | Población |
| -- | ---------- | --------- |
| 1  | Jönköping  | 96 996    |
| 2  | Bankeryd   | 8647      |
| 3  | Taberg     | 4505      |
| 4  | Tenhult    | 3157      |
| 5  | Gränna     | 2665      |
| 6  | Odensjö    | 2913      |
| 7  | Kaxholmen  | 1641      |
| 8  | Lekeryd    | 783       |
| 9  | Bottnaryd  | 727       |
| 10 | Kortebo    | 916       |
| 11 | Skärstad   | 450       |
| 12 | Ölmstad    | 432       |
| 13 | Örserum    | 363       |
| 14 | Tunnerstad | 318       |
| 15 | Öggestorp  | 232       |
| 16 | Ryd        | 210       |

## Ciudades hermanas
Jönköping está hermanado o tiene tratado de cooperación con:
- Svendborg, Dinamarca
- Lääne-Viru, Estonia
- Kuopio, Finlandia
- Bodø, Noruega
- Tianjin, China